# Beach Festival De Panne
Beach Festival De Panne was een muziekfestival in de West-Vlaamse kustgemeente De Panne dat slechts één keer werd georganiseerd, namelĳk op zondag 18 juli 1993. De hoofdact was James Brown.
Van 1981 tot 1992 werd in De Panne het Belga Beach Festival georganiseerd. In 1993 verhuisde dat festival naar Zeebrugge. Als alternatief werd er in 1993 toch een muziekfestival in De Panne georganiseerd, genaamd Beach Festival De Panne. Het zou bij één editie blijven. Er waren technische problemen, zoals het uitvallen van de geluidsinstallatie tijdens de hoofdact.

## Lineup
- James Brown[6]
- The Shamen[7]
- George Clinton
- Jamiroquai[8]
- Sister Sledge
- Oui 3
- Mother's Finest